# David Abraham
David Ángel Abraham (Chabás, Santa Fe, 15 de julio de 1986) es un exfutbolista argentino que jugaba de defensa. Su último equipo fue el  Huracán de Chabás.

## Biografía
Empezó su carrera en Huracán de Chabás. Debutó en el profesionalismo en 2004 en el Club Atlético Independiente. En su primer año, a pesar de su juventud, disputó bastantes encuentros como titular.
En 2007 se marchó a España para jugar con el Gimnàstic de Tarragona en la Segunda división. El objetivo esa temporada era ascender a Primera, aunque finalmente, después de una discreta campaña, el equipo acabó en la posición 14.ª. Ese mismo año conquista la Copa Cataluña, al imponerse en la final al FC Barcelona por 2 a 1.
Al año siguiente fichó por el FC Basilea suizo. Debuta con su nuevo equipo el 18 de julio en el partido en el que derrotan de visitante 2 a 1 a BSC Young Boys. Su debut en la Liga de Campeones de la UEFA se produjo el 30 de julio, en un partido de la fase previa contra el IFK Göteborg finalizado 1 a 1. Con el FC Basilea consigue un título, la Uhrencup.
A finales de mayo de 2012 se confirmó su fichaje por el Getafe CF.
En enero de 2013 se hizo oficial el traspaso del marcador central argentino al Hoffenheim. Por el pase del futbolista, quien acumuló 9 presencias en Liga y 4 en Copa con el cuadro azul, la entidad alemana abonó cerca de 3 millones de euros.  
En julio de 2015 fue transferido al Eintracht Fráncfort y firmó un contrato con vigencia hasta 2018.
En la primera mitad del año 2020 se mostró dispuesto a volver al fútbol argentino para estar más cerca de su familia, y según la prensa hubo interés de C. A. Independiente para hacerse con sus servicios. En noviembre de ese año se hizo oficial que en enero dejaba el equipo de Fráncfort seis meses antes de la finalización de su contrato para retirarse y regresar a Argentina. Finalmente decidió seguir jugando y firmó por Huracán de Chabás, club de su localidad natal, donde se acabó retirando al finalizar el año 2021.

## Selección nacional
Nunca fue convocado con la selección absoluta, aunque sonó fuerte su nombre para los amistosos internacionales de Argentina de 2019, que incluían un encuentro con Alemania. Su experiencia en el fútbol germano sería el factor determinante para su convocatoria.
Disputó también varios partidos con la sub-20.
Conquistó la Copa Mundial de Fútbol Juvenil de 2005 disputada en los Países Bajos. En ese torneo Argentina ganó la final a Nigeria por dos goles a uno.

## Clubes
| Club                    | País      | Año       | Partidos | Goles |
| ----------------------- | --------- | --------- | -------- | ----- |
| C. A. Independiente     | Argentina | 2004-2007 | 69       | 2     |
| Gimnàstic de Tarragona  | España    | 2007-2008 | 36       | 3     |
| F. C. Basilea           | Suiza     | 2008-2012 | 150      | 9     |
| Getafe C. F.            | España    | 2012-2013 | 13       | 0     |
| TSG 1899 Hoffenheim     | Alemania  | 2013-2015 | 50       | 4     |
| Eintracht Fráncfort     | Alemania  | 2015-2021 | 178      | 5     |
| C. A. Huracán de Chabás | Argentina | 2021      | 10       | 0     |

## Palmarés

### Títulos nacionales
| Título             | Club                | País     | Año  |
| ------------------ | ------------------- | -------- | ---- |
| Superliga de Suiza | F. C. Basilea       | Suiza    | 2010 |
| Copa de Suiza      | F. C. Basilea       | Suiza    | 2010 |
| Superliga de Suiza | F. C. Basilea       | Suiza    | 2011 |
| Superliga de Suiza | F. C. Basilea       | Suiza    | 2012 |
| Copa de Suiza      | F. C. Basilea       | Suiza    | 2012 |
| Copa de Alemania   | Eintracht Fráncfort | Alemania | 2018 |

### Títulos internacionales
| Título              | Club (*)         | Sede         | Año  |
| ------------------- | ---------------- | ------------ | ---- |
| Copa Mundial Sub-20 | Argentina sub-20 | Países Bajos | 2005 |

(*) Incluyendo la selección.